# Danuta Lato
Danuta Lato (nacida Danuta Irzyk; Szufnarowa, 25 de noviembre de 1963) es una modelo, cantante y actriz polaca.

## Biografía
Su primer nombre artístico fue Danuta Duval, que luego fue cambiado a Danuta Lato.
A finales de los 80 se hace famosa en diversos países europeos por su canción Touch my heart (1987). Era junto con la italiana Sabrina Salerno y la británica Samantha Fox una de las principales tit-stars del momento.
Apareció en el programa "Viaje con nosotros" de la mano de Javier Gurruchaga.

## Filmografía
Series:
- 1988-1991:  W labiryncie(1989)
- 1987-1990:  Rodzina Guldenbergów (Das Erbe der Guldenburgs) (1990)
- 1997:  Ein Fall für zwei

Largometrajes:
- 1985:  Drei und eine halbe Portion
- 1986:  Total bescheuert
- 1987:  Soldier of Fortune
- 1988:  Felix jako Danuta
- 1989:  Nipagesh Basivuv
- 1991:  Pommes Rot-Weiß